# Pavle av Serbien
Pavle av Serbien, död 921, var en serbisk monark. Han var furste av Serbien från 917 till 921.